# Videoclip
Un videoclip o video musical es una producción audiovisual realizada principalmente para su difusión en video, televisión y a través de portales en internet, que ofrece una representación o interpretación visual de una canción o de un tema musical. Según diversos autores se trata del formato audiovisual más consumido por la juventud global. Además de esto, para ser considerado como videoclip debe estar grabado y editado en formato de video, ya sea analógico o digital. En caso de haber sido grabado en formato cinematográfico también es considerado como videoclip, aunque haya sido realizado para la televisión. Sin embargo, no se puede considerar videoclip la película denominada scopitone, que se presentaba en máquinas de jukebox similares a las utilizadas para reproducir discos de audio.
El segmento fílmico de la coreografía realizada por Elvis Presley de la canción Jailhouse Rock dentro de la película del mismo nombre, es considerado como el primer videoclip de la historia, transmitido independientemente en el cine y en la televisión, que sin medirse, contribuyó a subir el interés por la película. 

## Definiciones
Para el Diccionario de la Real Academia Española, un videoclip es un:

Cortometraje en que se registra, generalmente con fines promocionales, una única canción o pieza musical.

Según A. Sedeño, el videoclip es:

«Un formato audiovisual fundado y alentado por la industria discográfica como estrategia de marketing para favorecer la venta de discos».

Y para Jon E. Illescas, el videoclip es:

«Un cortometraje basado en el desarrollo de una composición musical previa que fundamenta el despliegue de un conjunto de imágenes, las cuales, unidas a la música, dan lugar a un nuevo discurso estético».

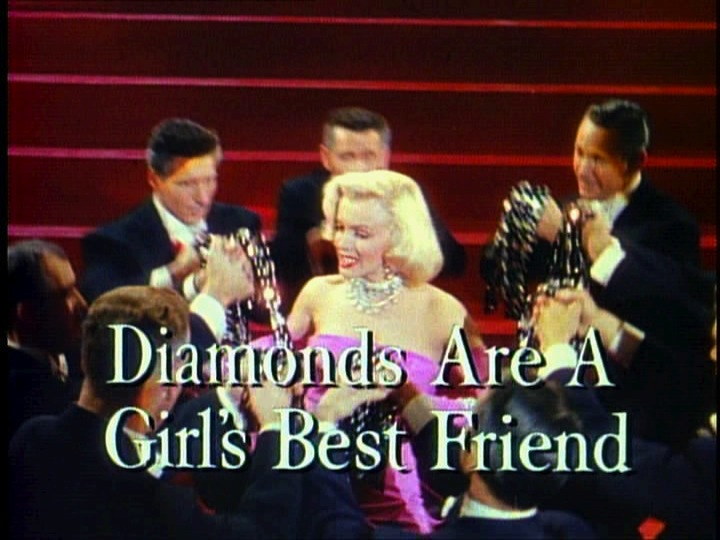
Los musicales de los años 1950 precedieron a los videos musicales de formato corto.

## Características
- Fin publicitario: Se crea para vender o promocionar una canción y para construir o reforzar la imagen de un artista o grupo. Aunque el género nació íntimamente ligado a la publicidad, los grandes presupuestos que mueve permiten múltiples posibilidades de creación, así como la contratación de los mejores equipos técnicos. Eso ha hecho posible la consecución de otro tipo de logros: a través de él se crea ideología y modos de comportamiento, estereotipos sociales y referencias culturales y vitales.[5]

- Técnicamente es una combinación o mezcla que incluye música, imagen (fotografía y otras representaciones visuales, fijas y móviles y notaciones gráficas) y lenguaje verbal (y excepcionalmente otras materias audiovisuales: ruido, silencio y diálogos). El videoclip siempre surge de una obra musical previa, a la que pretende sumar riqueza visual para su difusión principalmente televisiva.[5]

- Crea un lenguaje y estética específicos, con marcas de estilo reconocibles, a partir de la relación entre imagen y sonido, orientada a reforzar los fines publicitarios del género.[5]

Los videoclips se suelen realizar con multitud de efectos visuales y electrónicos. Son producciones muy dinámicas que tienen por objetivo llamar la atención del telespectador. Es el género audiovisual en el que hay más creatividad y experimentación.
Los profesionales que operan en este sector deben tener en cuenta numerosas consideraciones técnicas. El videoclip se compone de campos, planos, movimientos de cámara de diverso grado de complejidad y tratamientos específicos de iluminación.
El videoclip se estructura en función del tema musical que representa, es decir, la propia pertenencia al género se afirma a través de una serie de elementos visuales a los que se tiene que ceñir.

## Historia

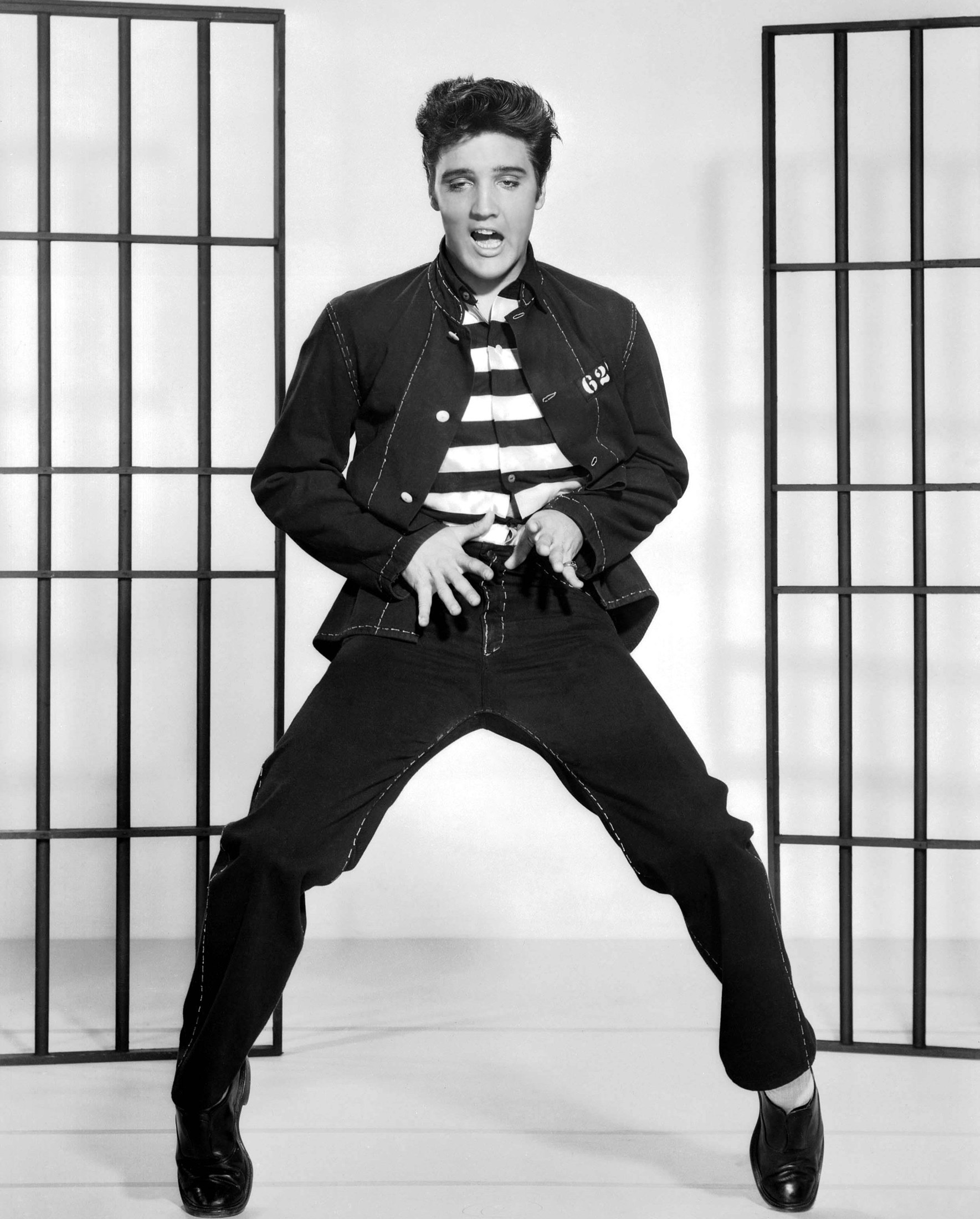
Jailhouse Rock de Elvis Presley es considerado como el primer videoclip de la historia

Los videos musicales o videoclips se hacen y usan principalmente como técnicas de marketing con la intención de promocionar la venta de grabaciones musicales de diferentes grupos.
La popularización de los videos musicales creció en la década de 1980, cuando el formato del canal MTV (Music Television) se creó alrededor de ellos. En 1979, John Lack y Michael Nesmith, en los Estados Unidos, intentaron crear un canal temático musical por cable, pero no fue hasta el 1 de agosto de 1981 cuando la MTV inició sus transmisiones, con un repertorio totalmente de origen británico. La transmisión se inició con: Video Killed the Radio Star de The Buggles, después The Who, Rod Stewart o The Rolling Stones.
Institucionalizado gracias al video musical ha sido la más radical y al mismo tiempo financieramente rentable de las innovaciones de la historia de la televisión. Su aparición desde la interconexión de cultura pop, historia del arte y economía del marketing es la encarnación del discurso postmoderno tras la muerte de la vanguardia o su versión más populista. Incorporando elementos del video experimental, el videoarte y la animación dentro de un formato comercialmente viable, el videoclip ha hecho fácilmente más por popularizar y promocionar experimentos con visualización y narratividad que todos los esfuerzos previos que combinaron arte y medios de comunicación.

### Jailhouse Rock, el primer videoclip de la historia
La secuencia coreográfica creada por Elvis Presley del tema homónimo principal de la película, «Jailhouse Rock» (El rock de la cárcel) es considerada como el primer videoclip de la historia.  Dicha coreografía fue lo primero que estaba pactado filmar para cuando se diera comienzo al rodaje de la película. El coreógrafo Alex Romero quien estaba presente en bastidores junto a Gene Kelly cuando comenzó la producción, hizo lo posible por coreografiar la escena, pero tras algunos ensayos Elvis Presley no estuvo convencido con el resultado. Entonces Romero tocó algo de música y le pidió a Elvis que usara sus propios movimientos, y el resultado sorprendió al mismo Gene Kelly. Más tarde, el bailarín Russ Tamblyn se reunió con Presley en su penthouse de Beverly Hills y ensayaron juntos la complicada escena durante toda una noche, dando como resultado la famosa secuencia que ha sido a veces citada como el momento más grande de Elvis en la pantalla.

## Comienzos de la televisión musical popular y de los clips promocionales: década de los 1950s y 60s
A finales de los años 50, se introdujo en Francia el Scopitone, una máquina de discos visual, y muchos artistas franceses, como Serge Gainsbourg, Françoise Hardy, Jacques Dutronc y el belga Jacques Brel, produjeron cortometrajes para acompañar sus canciones. Su uso se extendió a otros países y se patentaron máquinas similares, como la Cinebox en Italia y la Color-sonic en los EE. UU. En 1961, para el programa canadiense Singalong Jubilee, Manny Pittson comenzó a grabar con anterioridad el audio de la música, fue al lugar y grabó varias imágenes con los músicos haciendo playback, y posteriormente editó el audio y el video juntos. La mayoría de los números musicales se grabaron en el estudio en el escenario, y los «videos» de las grabaciones en el lugar se utilizaron para agregar variedad. En 1964, el cortometraje experimental de Kenneth Anger, Scorpio Rising, utilizó canciones populares en lugar de diálogos.

## Cronología
- 1920: Oskar Fischinger y una corriente de creadores europeos de los años 20 sientan las bases de la música visual, creando piezas de imagen para temas musicales preexistentes. Son pioneros del formato de videoclip.
- 1930: Carlos Gardel graba diez canciones en Argentina capturando a la vez imagen y sonido.
- 1940: Walt Disney crea la película Fantasía, mezclando la animación y la música.
- 1941: Un nuevo invento llega a los bares y clubes de Estados Unidos: el Paroram Soundie, una rockola que reproduce filmes musicales junto con música.
- 1956: Hollywood descubre el género de filmes centrados en la música. Una ola de filmes de rock and roll empieza (Rock Around the Clock, Don't Knock the Rock, Shake, Rattle and Rock, Rock Pretty Baby, The Girl Can't Help It), y los filmes famosos de Elvis Presley. Algunos fueron presentaciones musicales dentro de una historia, otras fueron shows de revista.
- 1957: El considerado primer video musical de la historia es creado en Estados Unidos, protagonizado por Elvis Presley con el tema Jailhouse Rock, el famoso tema del rock carcelario, difundido en imágenes en blanco y negro de la época (aunque el original está a color).[16][17]
- 1960: En Francia se fabrica la reinvención del Soundie. Se rebautiza como Scopitone, y da la posibilidad de seleccionar entre varias piezas en soporte cinematográfico. Tiene gran éxito en Francia.
- 1962: La televisión británica inventa una nueva forma de programas musicales. Espectáculos como Top Of The Pops, Ready! Steady! Go! y Oh, Boy les dieron el camino a varios artistas y se convirtieron en grandes éxitos.
- 1964: La televisión estadounidense adapta este formato. Hullabaloo fue uno de los primeros en este tipo, seguido por Shindig! (NBC) y American Bandstand. Además, en Bremen, Alemania se transmite Beat-Club, un programa musical donde se transmitían videos en vivo de artistas reconocidos de la época.
- 1965: El realizador cubano Santiago Álvarez Román realiza el revolucionario cortometraje «Now»[18] considerado por diversos autores como el origen directo del videoclip actual.[19]
- 1966: Los primeros videos conceptuales son transmitidos, como Paperback Writer y Rain de The Beatles.
- 1967: Salen al aire vídeos más ambiciosos, de parte de The Beatles, como Penny Lane y Strawberry Fields Forever.
- 1968: Elvis Presley en junio de aquella temporada, graba nuevamente videos musicales, con el tema If I Can Dream y Trouble/Guitar Man.
- 1969: David Bowie El videoclip de Space Oddity de David Bowie fue lanzado el 11 de julio de 1969. fue el primer videoclip promocional de Bowie y se creó para acompañar la canción que también lleva el mismo nombre, en 1972 el propio Bowie haría una nueva versión del videoclip.
- 1973: David Bowie lanzó el videoclip de Life on Mars?, Dirigido por Mick Rock, el video captura la esencia artística y teatral de Bowie, así como su visión creativa y su estilo único..
- 1974: ABBA graba sus dos primeros vídeos conceptuales: Ring Ring y Waterloo; Sin embargo, los videos se convierten en algo rentable para la promoción de sencillos tan solo un año después, 1975.
- 1975: Queen lanza el sencillo Bohemian Rhapsody, considerado el primer videoclip con efectos especiales en la historia. Aquí comienza un periodo de transición de los antiguos videos musicales hacia una nueva generación que aprovecha los adelantos tecnológicos de la época. A partir del éxito del mismo, la producción de videoclips por parte de las discográficas se vuelve habitual.
- 1980: David Bowie lanza el videoclip de Ashes to Ashes, destacado por su estética vanguardista, efectos visuales innovadores y narración de una historia, un antes y un después en la forma de hacer videoclips, siendo el más caro de la historia en ese momento.
- 1981: MTV, el primer canal de videos musicales las 24 horas, sale al aire. Inicialmente, pocos operadores de cable lo tenían, después se volvió un mayor éxito e icono cultural. El primer video que emiten es Video Killed the Radio Star del grupo The Buggles.
- 1982: Mecano graba el primer videoclip en España, Hoy no me puedo levantar.
- 1983: aparece el video Thriller de Michael Jackson, que marca un antes y un después en la industria del videoclip, brindándoles una temática y revolucionando la forma de hacerlos.
- 1989: La cantante Madonna lanza Like a Prayer, uno de los videoclip más polémicos de la historia musical, criticado principalmente por la iglesia.
- 1990: La cantante Madonna realiza su segundo video musical polémico, Justify My Love con alto contenido recargado de homosexualidad y BDSM, que es el primer video en ser censurado por el canal MTV.
- 1992: La cantante Madonna lanza el primer videoclip con temática totalmente sexualizada y llena de sadomasoquismo titulado Erotica.
- 1995: MTV empieza a nombrar a los directores de los videos musicales.
- 2005: nace el sitio web YouTube, que supone un acceso más fácil y rápido a videos musicales y de otra índole por medio de internet.
- 2009: nace el canal de streaming Vevo, en principio alojado dentro de YouTube, propiedad de las dos mayores discográficas del mercado (Universal y Sony Music) junto a Abu Dhabi Media en internet.

## El videoclip como reproductor de valores e ideologías
Algunos autores proponen al videoclip como un «transmisor de cosmovisiones e ideologías entre los jóvenes». Así lo ve por ejemplo Jon E. Illescas, para quien los videoclips dominantes o mainstream influencian al sector juvenil a la hora de marcar sus valores, ideología o sus prioridades vitales, y por tanto susceptible de ser utilizado por las plataformas del poder político (Estados, partidos políticos, etc.) o económico (grandes empresas) como órgano de propaganda.